# St. Jakobus (Prachatice)

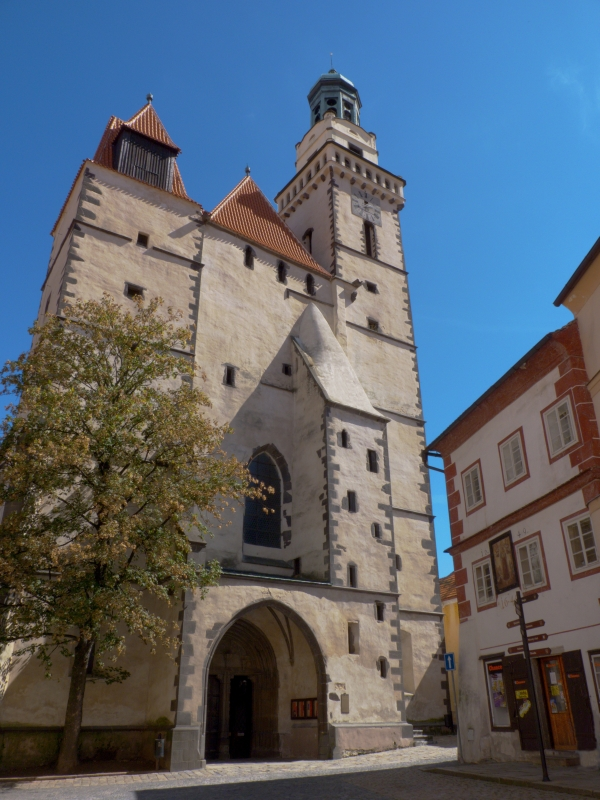
Sankt Jakobus

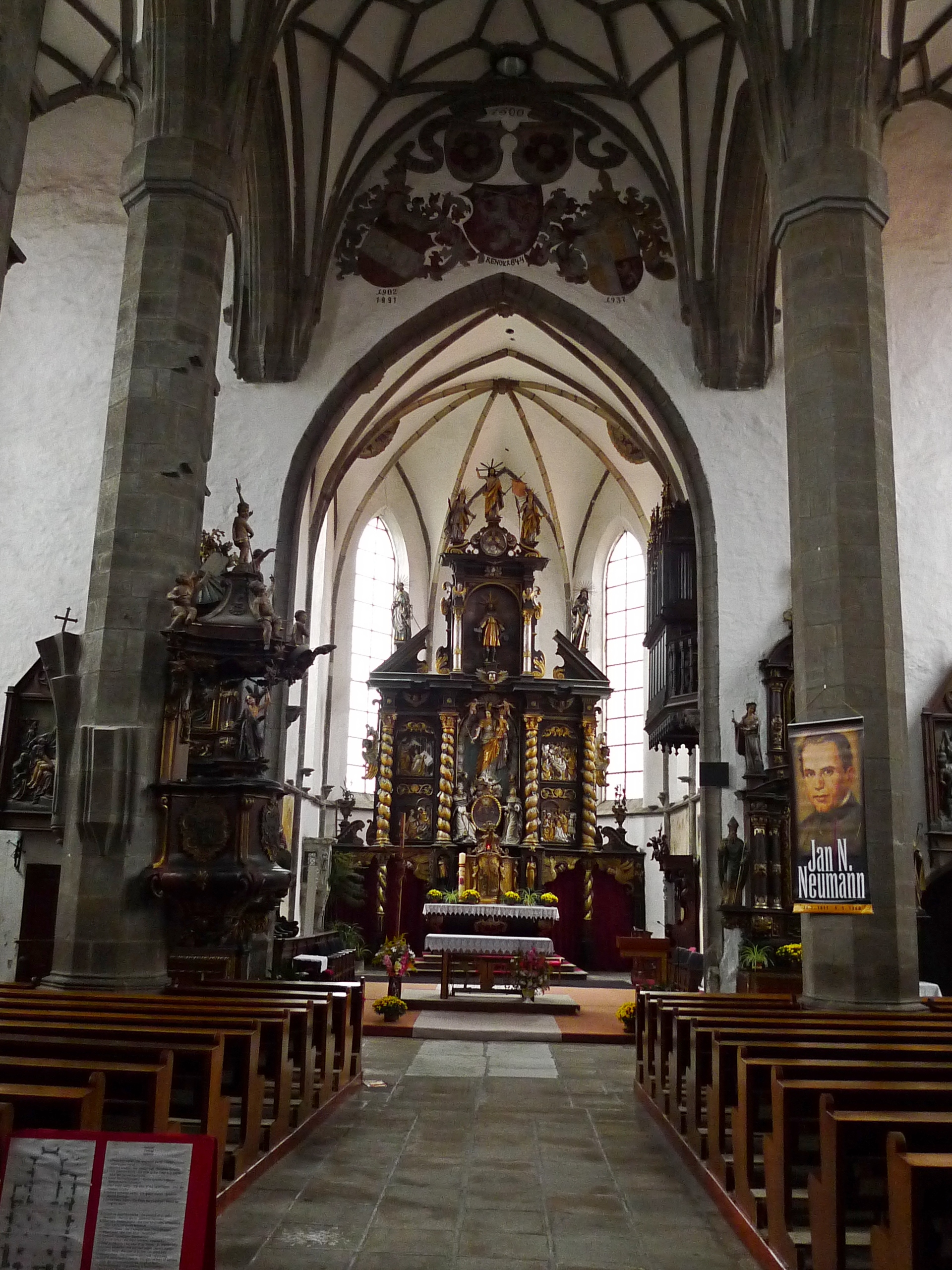
Inneres

Die Kirche Sankt Jakobus (Kostel svatého Jakuba) in Prachatice (deutsch Prachatitz) im Südwesten Tschechiens ist eine spätgotische Kirche, die seit 1. Oktober 1981 ein geschütztes Kulturdenkmal ist.

## Geschichte
Mit der Entstehung der Stadt Prachatice durch den Salzhandel am Goldenen Steig kam es auch zum Bau einer Kirche. Der älteste Beleg für die Kirche stammt aus dem Jahr 1359. Der Chor wurde im letzten Viertel des 14. Jahrhunderts errichtet. Durch die Hussitenkriege kam es zu einer Unterbrechung der Bautätigkeiten. In der nördlichen Sakristei verbrannten die Hussiten 1420 angeblich 85 Prachaticer Bürger bei lebendigem Leib. Das Kirchenschiff wurde Ende des 15. Jahrhunderts fertiggestellt. Das endgültige Aussehen erhielt die Kirche durch die Restaurierungen nach dem großen Stadtbrand von 1507. Restaurierungen erfolgten in den Jahren 1832, 1844, 1902, 1936, 1991 und 2009/2010.
Im Jahr 1811 wurde in St. Jakob der heilige Johann Nepomuk Neumann getauft. Die Kapelle, in der das Taufbecken steht, trägt seit 1993 seinen Namen.

## Gebäude
Die dreischiffige Kirche mit fünfeckigem Chor besitzt zwei Türme. Das Innere ist mit einem Netzgewölbe überspannt. Es gibt umfangreiche Reste gotischer Wandmalereien und eine reiche barocke Ausstattung.